# NGC 1288
NGC 1288 ist eine Spiralgalaxie vom Hubble-Typ Sbc im Sternbild Fornax am Südsternhimmel. Sie ist schätzungsweise 198 Millionen Lichtjahre von der Milchstraße entfernt und hat einen Durchmesser von etwa 135.000 Lj.

Im selben Himmelsareal befindet sich u. a. die Galaxie IC 1913.
Am 17. Juli 2006 entdeckte der Amateurastronom Berto Monrad mit seinem 30-Zentimeter-Teleskop die Typ-Ia-Supernova SN 2006dr.
Das Objekt wurde am 19. November 1835 von dem Astronomen John Herschel entdeckt.